# Les Voisins (nouvelle)
Pour les articles homonymes, voir Les Voisins (homonymie).
Ne doit pas être confondu avec Voisins (nouvelle).
Les Voisins est une nouvelle de vingt pages d’Anton Tchekhov (en russe : russe : Sosedi).

## Historique
Les Voisins est initialement publié dans la revue russe Les Lettres de la semaine, no 7, de la mi-juillet 1892.

## Résumé
Piotr Ivachine est triste et révolté : sa jeune sœur Zina a quitté le domicile familial pour aller vivre chez Vlassitch, un voisin. En outre, la mère de Piotr est alitée et ne se nourrit plus.
Au bout d'une semaine, n'en pouvant plus, Piotr Ivachine décide d’aller chez Vlassitch pour clarifier la situation. Ce dernier est un homme qui a raté beaucoup d'étapes importantes de sa vie : sa carrière dans l’armée, la gestion de son domaine, son mariage. En constatant tout cela, Piotr ne voit pas ce que sa sœur peut bien lui trouver. Pourtant, sa visite est un échec : sa sœur ne reviendra pas et, portant la honte de la famille à son comble, il n'y a pas de mariage envisagé pour l'instant. 
Piotr Ivachine rentre chez lui, encore plus déprimé.

## Les personnages
- Piotr Ivachine : 27 ans.
- Zina Ivachine : sa jeune sœur.
- Vlassitch : 41 ans, amant de Zina, marié.

## Édition française
- Les Voisins, traduit par Édouard Parayre, texte révisé par Lily Dennis, Paris, éditions Gallimard, Bibliothèque de la Pléiade, 1971  (ISBN 2 07 0106 28 4).